# Apicia notata
Apicia notata là một loài bướm đêm trong họ Geometridae.